# Мічуріна-Самойлова Віра Аркадівна
Віра Аркадіївна Мічуріна-Самойлова (1866–1948) — російська і радянська театральна актриса, педагог, мемуарист. Народна артистка СРСР (1939). Лауреат Сталінської премії l ступеня (1943). Кавалер ордена Леніна (1946).

## Біографія
Народилася 5 (17) травня 1866 року в Санкт-Петербурзі. Походить з театральної династії Самойлових. Акторського мистецтва вчилася у своєї тітки — актриси Н. В. Самойлової. Виступала під прізвищем батька — Мічуріна. Амплуа — «світська дама».
З 1886 року — актриса Александринського театру (в 1920—1991 — Ленінградський державний академічний театр драми імені А. С. Пушкіна).
З 1918 року — одна з керівників Школи російської драми при Александринському театрі.
У роки війни під час блокади залишилася в Ленінграді, вела активну громадську і творчу діяльність, виступала в концертах, виставах театру біля мікрофона.
Отриману в 1943 році Сталінську премію першого ступеня в розмірі 100 000 рублів актриса передала в Фонд оборони Ленінграда (Газета «Известия», 27 березня 1943 року).
Автор мемуарів «Півстоліття на сцені Александринського театру» (1935) і «Шістдесят років в мистецтві» (1946).
Віра Аркадіївна Мічуріна-Самойлова померла 2 листопада 1948 року в Санкт-Петербурзі. Похована на Тихвинському кладовищі Олександро-Невської лаври.

### Родина
- Мати — Віра Василівна Самойлова-Мічуріна (1824—1880), актриса
- Тітка — актриси Надія Василівна Самойлова (1818—1899), драматична і оперна актриса і співачка (меццо-сопрано).

## Звання та нагороди
- Заслужена артистка Імператорських театрів (1905)[4]
- Народна артистка РРФСР[5]
- Народна артистка СРСР (1939)
- Сталінська премія першого ступеня (100 000 рублів передані на оборону Ленінграда) (1943 р)
- Орден Трудового Червоного Прапора (1937)
- Орден Леніна (1946)
- Медаль «За доблесну працю у Великій Вітчизняній війні 1941—1945 рр.»
- Медаль «За оборону Ленінграда»
- Почесний член Французької академії (1900)
- Член Літературного фонду (1911)
- Грамота Героя Праці (1923)

## Вибрані ролі

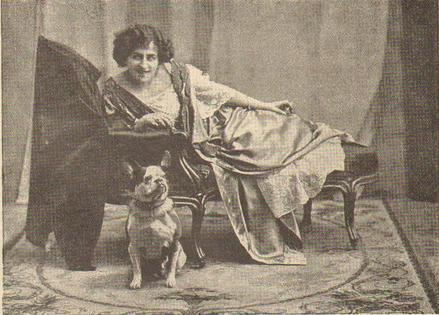

- 1886 — «Псковитянка» Л. А. Мея — Віра (дебют)
- 1893 — «Світить, та не гріє» А. Н. Островського — Ренёва
- 1896 — «Емілія Галотти» Г. Е. Лессінга — Графиня Орсіні
- 1897 — «Венеціанський купець» У. Шекспіра — Порція
- 1900 — «Підступність і кохання» Ф. Шіллера — леді Мильфорд
- 1916 — «Місяць у селі» І. С. Тургенєва — Наталя Петрівна
- «Друга молодість» П. М. Невежина — Телегіна
- «Вишневий сад» А. П. Чехова — Любов Андріївна Раневська
- «Лихо з розуму» А. С. Грибоєдова — Софія
- «Фромон молодший і Ріслера старший» А. Доде, А. Біло — Сидоні
- «Старий загартування» А. І. Сумбатова-Южина — Віра
- «Провінціалка» І. С. Тургенєва — Дар'я Іванівна
- 1923 — «Ідеальний чоловік» О. Уайльда — місіс Чівлі
- 1928, 1941 — «Лихо з розуму» А. С. Грибоєдова — Хлестова
- 1928 — «Плоди освіти» Л. М. Толстого — Анна Павлівна Звездінцева
- 1929 — «Вогненний міст» Б. С. Ромашова — Ксенія Михайлівна
- 1933 — «Вороги» А. М. Горького — Поліна Бардіна
- 1934 — «Бійці» Б. С. Ромашова — ленчицький
- 1936 — «Ліс» О. М. Островського — Раїса Павлівна Гурмижская
- «Безприданниця» А. Н. Островського — Лариса Дмитрівна Огудалова
- «Дядечків сон» по Ф. М. Достоєвському — Марія Олександрівна

## Пам'ять
- У Санкт-Петербурзі, на будинку, де в 1917 — 1948 роках жила актриса (вулиця Зодчого Россі, 2) встановлено меморіальну дошку[6].